# Gérard Ramseyer
Gérard Ramseyer, né le 9 novembre 1941, est un homme politique genevois, membre du Parti libéral-radical.

## Études et vie professionnelle
Originaire de Schlosswil dans le canton de Berne, il est né en 1941 dans une famille versoisienne. En 1961, il entame une carrière à l’armée suisse où il atteint le grade de lieutenant-colonel.
Également titulaire d'une maîtrise fédérale en assurance, il devient vice-directeur d’assurance.

## Carrière politique
Sur le plan politique, il est élu au conseil municipal de 1975 à 1979 puis au conseil administratif de la ville de Versoix en 1979 (maire à 5 reprises), poste qu’il gardera jusqu’en 1993, date à laquelle il est élu au Conseil d'État, où il prend les rênes du département de Justice et police. Il est par ailleurs député au Grand Conseil du canton de Genève entre 1989 et 1993, juste avant son élection au gouvernement genevois. Il n’est pas réélu lors des élections cantonales de 2001.
Son mandat au gouvernement genevois est marqué par quelques polémiques, comme lorsqu’il s’absente de Genève pour partir avec des amis en Espagne alors qu’une enquête est ouverte pour gestion financière irrégulière contre certains collaborateurs des Offices de poursuites et faillites que le magistrat avait voulu couvrir. Une absence que même ses collègues du Conseil d'État n’auraient pas appréciée. Un jour, il a même quitté à l'improviste la salle du Grand Conseil lors d’une interruption de séance.[réf. nécessaire]
Il est aussi accusé de certaines petites phrases polémiques, notamment sur le pacs ou la peine de mort. Il a présidé le gouvernement en 1997-1998.

## Retraite
Il est pianiste et amateur de jazz.
Toujours très attaché à sa ville natale, Versoix, il lui consacre un ouvrage paru en 2015, « Si Versoix m’était conté ». Il reste toujours très actif dans diverses associations présentes dans sa commune.